# Park Jeong-lim
Park Jeong-lim   () és una jugadora d'handbol sud-coreana, ja retirada, guanyadora de dues medalles olímpiques.
El 1992 va prendre part en els Jocs Olímpics d'Estiu de Barcelona, on guanyà la medalla d'or en la competició d'handbol. Quatre anys més tard, als Jocs d'Atlanta, guanyà la medalla de plata en la mateixa competició.
En el seu palmarès també destaca una medalla d'or en el Campionat del món d'handbol de 1995 i una altra en els Jocs Asiàtics de 1990.